# Picard Surgelés

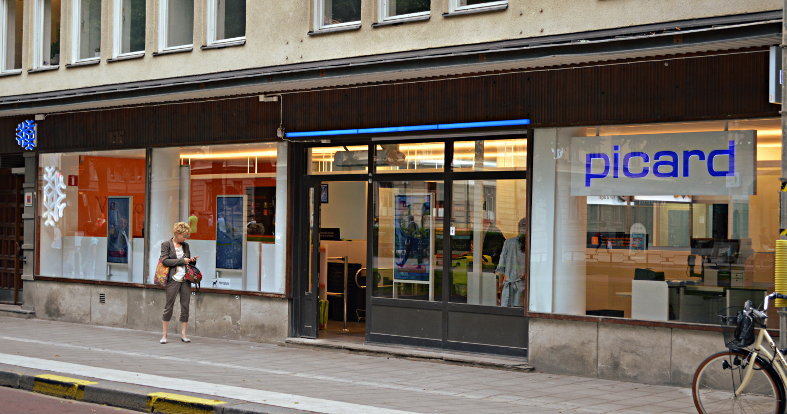
Picards butik på Karlavägen, Stockholm (juni 2013).

Picard Surgelés är ett franskt livsmedelsföretag som enbart säljer frysta produkter, dels färdigmat och dels frysta råvaror. I Frankrike har Picard cirka 800 butiker och huvudkontor i Issy-les-Moulineaux. Utöver Frankrike har Picard butiker i Italien, Belgien och Spanien. I Sverige fanns kedjan till januari 2024 då det bolag som drev de svenska butikerna gick i konkurs. Globalt omsatte företaget en dryg miljard euro 2010. I Norge fanns Picard till 2023.

## Historik
Företaget grundades 1906 av Raymond Picard och arbetade då med isleveranser. 1973 påbörjades förändringen av företaget, som då leddes av Armand Decelle, till en livsmedelskedja med egna butiker. Den första butiken öppnades i Paris 1974, och erbjöd 400 frysta produkter. Den 100:e butiken öppnades 1987.
1991 köpte Carrefour 10% av Picard, och 1994 ökade Carrefours kapitalandel till 79% vilket innebar att Picard blev ett dotterbolag till Carrefour. 2001 köptes Picard av en grupp investerare, som inkluderade familjen Decelle och Picards företagsledning, i en leveraged buy-out. 2010 köptes Picard av investmentbolaget Lion Capital.
1999 öppnade den första butiken i Italien, 2012 öppnades de första tre butikerna i Belgien, och i februari 2013 öppnade de första två butikerna i Sverige, båda i Stockholm. Vid etableringen 2013 uppgavs att planen var att öppna 50 butiker i Sverige under de kommande fem åren.